# یوشینو ۵۶۴۰
سیارک ۵۶۴۰ (به انگلیسی: 5640 Yoshino، نامگذاری:1989UR3) پنج هزار و ششصد و چهلمین سیارک کشف شده‌است که در ۲۱ اکتبر ۱۹۸۹ کشف شد.
قدر مطلق سیارک برابر ۱۳٫۴۰ است.